# Риу-Каска
Риу-Каска (порт. Rio Casca) — муниципалитет в Бразилии, входит в штат Минас-Жерайс. Составная часть мезорегиона Зона-да-Мата. Входит в экономико-статистический микрорегион Понти-Нова. Население составляет 15 181 человек на 2006 год. Занимает площадь 384,174 км². Плотность населения — 39,5 чел./км².

## История
Город основан 1 июня 1912 года.

## Статистика
- Валовой внутренний продукт на 2003 год составляет 78 577 877,00 реалов (данные: Бразильский институт географии и статистики).
- Валовой внутренний продукт на душу населения на 2003 год составляет 5163,82 реалов (данные: Бразильский институт географии и статистики).
- Индекс развития человеческого потенциала на 2000 год составляет 0,712 (данные: Программа развития ООН).